# 臺北撫臺街洋樓
撫臺街洋樓，暱稱石頭厝（臺羅拼音：Tsio̍h-thâu-tshù），是位於臺灣臺北市中正區城內商圈的市定古蹟，1910年落成後，最初作為日本營造商的事務所，後陸續作為商會、報社、國防部宿舍等，今為展覽場所。

## 建築
撫臺街洋樓占地約逾四十七坪，仿歐洲文藝復興式樣建築，採用木石混合構造。一樓為唭哩岸石條疊砌，構成古典式四柱三間石造拱廊騎樓，拱圈與拱圈交接處設置觀音山石之柱帽石構件，作為承接石柱構造。騎樓保有木材拼組而成菱形幾何圖案的天花板。二樓及屋架均為木造，覆以馬薩式屋頂，屋頂開三扇老虎窗，使立面有變化且可通風。內牆以石灰粉刷，天花板原本是印花鐵皮天花，2000年火災修復後改用臺檜、杉木。

## 歷史

### 早期使用
日本政府為拆除臺北城舊有清朝官舍建新房闢新路，吸引日本營造商順應時勢所需進駐臺灣。1895年，福岡人高石忠慥至臺灣擔任大倉組分部主任，六年後自立門戶高石組，於撫臺街（今忠孝西路、武昌街、中華路、博愛路所圍區域）一丁目興建辦公室，於1910年7月竣工。此建物是日治時期台北都市更新計畫的第一批建築物，在落成時就較為顯目，臺灣人稱之為「石頭厝 」。此樓所在街道是從大稻埕進城的要道，日人在此興建多棟西式店舖。1922年，臺北市街廓全改為日式町名，撫臺街改稱「大和町」，劃分為四丁目，地址遂變成大和町四丁目八番地。
1930年代後期，洋樓轉為酒商佐土原吉雄的店舖。1946年到1947年作為《人民導報》社址。二二八事件時，社長宋斐如遭國民黨處死。1947年因路改名，門牌改成延平南路26號。次年1948年到1950年，建物作天利水電行使用，不久所有權轉移警備總部。起初作為警備總部諮詢案情室，至警總遷移後，改成警備總部軍法室人員宿舍，最後變成國防部安置退休軍眷的寓所。

### 洋樓修護
至1997年報導時，撫臺街洋樓已屋頂剝落、開窗破損，一樓有一家已歇業的中醫診所。該年10月20日上午，繼紫藤廬、東和禪寺鐘樓、寶藏巖後，臺北市政府市政會議通過將撫台街洋樓以「延平南路古宅」之名列為臺北市第四處市定古蹟。
1998年5月21日，台北市政府民政局主任秘書王西崇、學者李乾朗一行人會勘此宅等九處古老建物。1999年3月18日，民政局局長林正修前往查看受損情況，當時屋內尚有六戶人家使用。2000年2月26日凌晨，中華路一段一棟木造布料服飾店大火，大批易燃布料助長火勢，悶燒近二小時才撲滅，火勢波及緊鄰的這棟洋樓。
2003年冬，國防部為籌措眷舍改建基金，便拿此洋樓拍賣求現。台北市政府文化局第二科科長王逸群表示，《文化資產保存法》對私有古蹟的轉手有所規定，對公有古蹟部分卻隻字未提，很可能是當初沒預料到公家機關也會標售古蹟。拍賣二度流標，直到立法委員發現此行為違反《土地法》第十四條規定，財政部國有財產局才通知古蹟管理人國防部，終止這項臺灣首開先河的公有古蹟拍賣事件。
台北市政府文化局2006年斥資新臺幣一千六百九十九萬元修繕，由胡宗雄建築團隊負責。2007年2月6日，文化局局長李永萍主持修護上梁典禮，該年中竣工。

### 文資活化
由於撫臺街洋樓鄰近博愛路、漢口街相機商圈，當地相機業者鼓吹成為攝影沙龍。
2009年4月19日下午，洋樓重新開幕，交由2003年贊助成立台北故事館的前台積電法務長陳國慈經營三年。之前龍應台任文化局局長時為了找人維護，還曾打算將此洋樓出租給外國駐臺灣外交人員。陳國慈在2010年3月透過中華民國外交部福岡辦事處請託《西日本新聞》，由《西日本新聞》台北支局長佐伯浩之幫助。福岡柳川的鰻魚店老闆工藤徹讀到報導後，輾轉聯絡當地文史工作者古賀茂作，終於聯繫上高石忠慥弟弟的孫女高石京子。2012年3月，陳國慈以「完成階段性任務」為由，決定不再繼續經營。

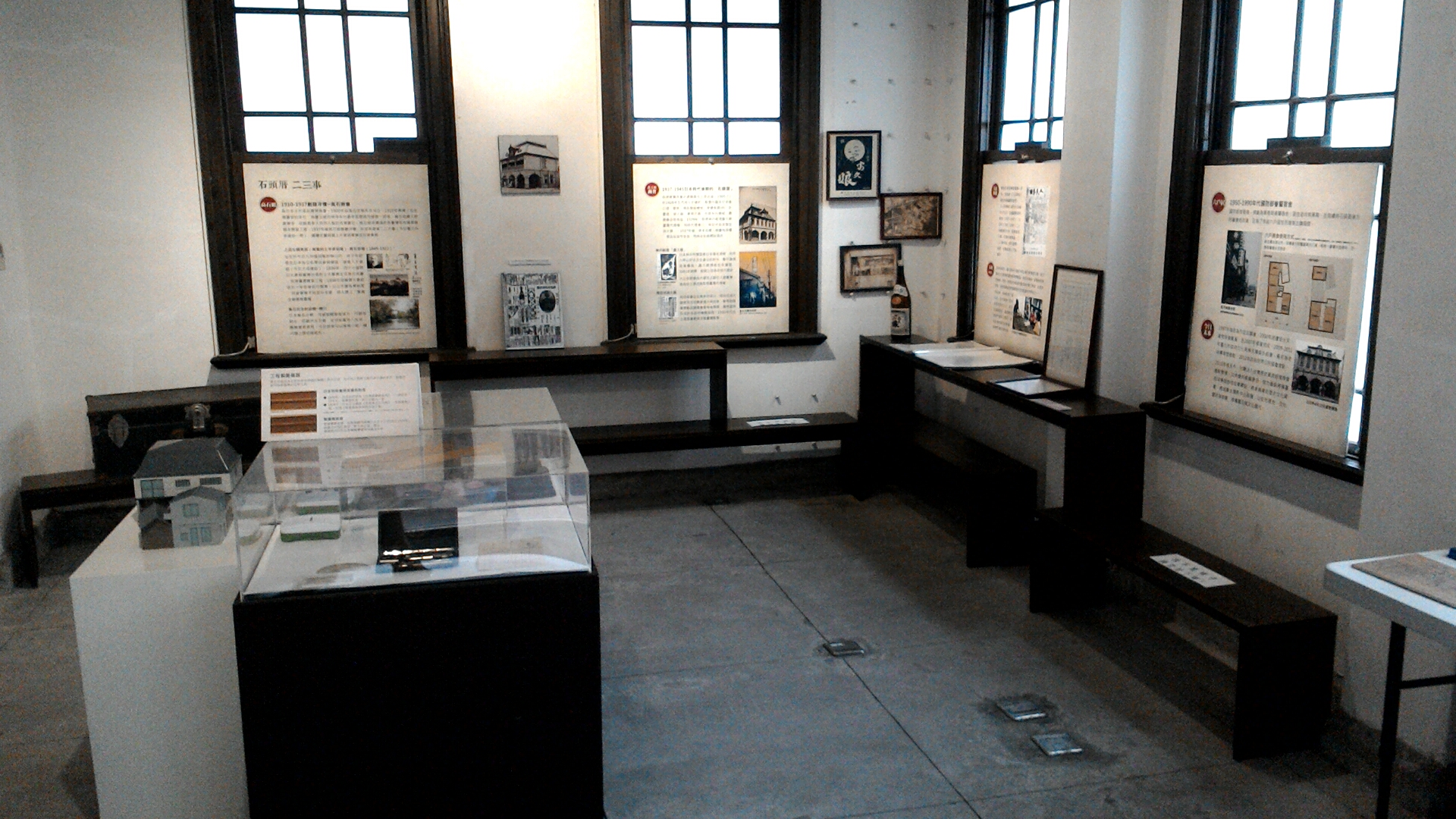
該洋樓早期影像、工作服等文物為2010年7月26日，已八旬的高石京子前來參觀時所贈。

2012年11月，撫臺街洋樓委由世界公民文化協會創辦人呂學海經營，並獲文化局新臺幣三百萬元補助；可是該館僅於2013年1月開幕，此後閒置，補助也遭挪用，故被文化局於7月終止契約。陳國慈經營台北故事館結束時，莊永明提到有許多「文化騙子」藉由招標文化古蹟牟利，望不要再發生撫臺街洋樓經營擺爛之事。文化局改規畫成台北攝影中心，委交臺灣歷史資源經理學會於2014年4月19日重新開幕、經營。
原先潤泰建設計畫在洋樓旁興建兩棟近五十公尺高、共五十六戶、基地為L型的高樓，2014年5月15日由台北市都市設計及土地使用開發許可審議委員會審議該都更案。市府為維護古蹟，便於2015年5月打回票，要求建築降低為十樓、提出施工工程保存計畫。

## 外部連結
- 撫臺街洋樓的Facebook專頁